# Didier Poissant
Didier Vital Poissant (30 de septiembre de 1923-27 de febrero de 2021) fue un regatista francés que compitió en vela en la clase Finn en los Juegos Olímpicos de Melbourne 1956.
En la clase Snipe fue campeón de Europa en 1954, y campeón de Francia en 1951, 1952, 1954, 1955, 1960, 1965, 1966, 1967, 1968 y 1970.